# Kostas Fortounis
Konstantinos Fortounis (en griego: Κωνσταντίνος 'Κώστας' Φορτούνης; Tríkala, Tesalia, Grecia, 16 de octubre de 1992) es un futbolista de Grecia. Juega de centrocampista y su equipo es el Al-Khaleej de la Liga Profesional Saudí.

## Selección nacional
Debutó en la selección nacional Griega a la edad 19 años y 3 meses convocado por el entrenador Fernando Santos en un partido contra Bélgica que terminó en empate 1 a 1, ingresó a los 48 minutos del segundo tiempo en reemplazo de Dimitrios Salpigidis. Llegó a disputar 56 encuentros para su seleccionado anotando 9 goles.

## Estadísticas

### Clubes
| Club                               | Div.             | Temporada        | Liga  | Liga  | Liga   | Copas nacionales | Copas nacionales | Copas nacionales | Copas internacionales | Copas internacionales | Copas internacionales | Total | Total | Total  | Media goleadora |
| Club                               | Div.             | Temporada        | Part. | Goles | Asist. | Part.            | Goles            | Asist.           | Part.                 | Goles                 | Asist.                | Part. | Goles | Asist. | Media goleadora |
| ---------------------------------- | ---------------- | ---------------- | ----- | ----- | ------ | ---------------- | ---------------- | ---------------- | --------------------- | --------------------- | --------------------- | ----- | ----- | ------ | --------------- |
| Trikala FC · Grecia                | 4.ª              | 2009-10          | 13    | 0     | ?      | —                | —                | —                | —                     | —                     | —                     | 13    | 0     | ?      | 0               |
| Trikala FC · Grecia                | Total club       | Total club       | 13    | 0     | ?      | 0                | 0                | 0                | 0                     | 0                     | 0                     | 13    | 0     | ?      | 0               |
| Asteras Tripolis · Grecia          | 1.ª              | 2010-11          | 24    | 1     | 1      | 2                | 0                | 0                | —                     | —                     | —                     | 26    | 1     | 1      | 0.04            |
| Asteras Tripolis · Grecia          | Total club       | Total club       | 24    | 1     | 1      | 2                | 0                | 0                | 0                     | 0                     | 0                     | 26    | 1     | 1      | 0.04            |
| 1. F. C. Kaiserslautern · Alemania | 1.ª              | 2011-12          | 28    | 0     | 5      | 2                | 0                | 0                | —                     | —                     | —                     | 30    | 0     | 5      | 0               |
| 1. F. C. Kaiserslautern · Alemania | 2.ª              | 2012-13          | 24    | 2     | 4      | 2                | 1                | 0                | —                     | —                     | —                     | 26    | 3     | 4      | 0.12            |
| 1. F. C. Kaiserslautern · Alemania | 2.ª              | 2013-14          | 18    | 0     | 0      | 3                | 0                | 0                | —                     | —                     | —                     | 21    | 0     | 0      | 0               |
| 1. F. C. Kaiserslautern · Alemania | Total club       | Total club       | 70    | 2     | 9      | 7                | 1                | 0                | 0                     | 0                     | 0                     | 77    | 3     | 9      | 0.04            |
| Olympiacos F. C. · Grecia          | 1.ª              | 2014-15          | 25    | 7     | 1      | 10               | 3                | 2                | 2                     | 0                     | 0                     | 37    | 10    | 3      | 0.27            |
| Olympiacos F. C. · Grecia          | 1.ª              | 2015-16          | 27    | 18    | 12     | 4                | 2                | 1                | 8                     | 1                     | 2                     | 39    | 21    | 15     | 0.54            |
| Olympiacos F. C. · Grecia          | 1.ª              | 2016-17          | 25    | 6     | 6      | 4                | 1                | 1                | 11                    | 1                     | 1                     | 40    | 8     | 8      | 0.2             |
| Olympiacos F. C. · Grecia          | 1.ª              | 2017-18          | 25    | 10    | 8      | 3                | 0                | 2                | 9                     | 1                     | 2                     | 37    | 11    | 12     | 0.3             |
| Olympiacos F. C. · Grecia          | 1.ª              | 2018-19          | 28    | 12    | 9      | 3                | 0                | 1                | 12                    | 5                     | 6                     | 43    | 17    | 16     | 0.4             |
| Olympiacos F. C. · Grecia          | 1.ª              | 2019-20          | 13    | 3     | 3      | 5                | 0                | 1                | 3                     | 0                     | 0                     | 21    | 3     | 3      | 0.14            |
| Olympiacos F. C. · Grecia          | 1.ª              | 2020-21          | 31    | 9     | 11     | 4                | 0                | 2                | 11                    | 0                     | 0                     | 46    | 9     | 13     | 0.2             |
| Olympiacos F. C. · Grecia          | 1.ª              | 2021-22          | 3     | 0     | 0      | —                | —                | —                | —                     | —                     | —                     | 3     | 0     | 0      | 0               |
| Olympiacos B · Grecia              | 2.ª              | 2021-22          | 2     | 1     | 0      | —                | —                | —                | —                     | —                     | —                     | 2     | 1     | 0      | 0.5             |
| Olympiacos B · Grecia              | Total club       | Total club       | 2     | 1     | 0      | 0                | 0                | 0                | 0                     | 0                     | 0                     | 2     | 1     | 0      | 0.5             |
| Olympiacos F. C. · Grecia          | 1.ª              | 2022-23          | 25    | 4     | 9      | 3                | 0                | 1                | —                     | —                     | —                     | 28    | 4     | 10     | 0.14            |
| Olympiacos F. C. · Grecia          | 1.ª              | 2023-24          | 28    | 6     | 7      | 2                | 0                | 0                | 19                    | 5                     | 10                    | 49    | 11    | 17     | 0.22            |
| Olympiacos F. C. · Grecia          | Total club       | Total club       | 230   | 75    | 66     | 38               | 6                | 11               | 75                    | 13                    | 21                    | 343   | 94    | 98     | 0.27            |
| Khaleej Club Arabia Saudita        | 1.ª              | 2024-25          | 30    | 9     | 5      | 1                | 1                | 0                | ―                     | ―                     | ―                     | 31    | 10    | 5      | 0.32            |
| Khaleej Club Arabia Saudita        | Total club       | Total club       | 30    | 9     | 5      | 1                | 1                | 0                | 0                     | 0                     | 0                     | 31    | 10    | 5      | 0.32            |
| Total en carrera                   | Total en carrera | Total en carrera | 369   | 88    | 81     | 48               | 8                | 11               | 75                    | 13                    | 21                    | 492   | 109   | 113    | 0.22            |
| 1. 2. 3.                           |                  |                  |       |       |        |                  |                  |                  |                       |                       |                       |       |       |        |                 |

### Selecciones
| Selección            | Año                  | Amistosos | Amistosos | Amistosos | Europa | Europa | Europa | Mundial | Mundial | Mundial | Total | Total | Total  | Media goleadora |
| Selección            | Año                  | Part.     | Goles     | Asist.    | Part.  | Goles  | Asist. | Part.   | Goles   | Asist.  | Part. | Goles | Asist. | Media goleadora |
| -------------------- | -------------------- | --------- | --------- | --------- | ------ | ------ | ------ | ------- | ------- | ------- | ----- | ----- | ------ | --------------- |
| Sub-19 · Grecia      | 2010                 | 3         | 0         | 1         | 3      | 0      | 1      | —       | —       | —       | 6     | 0     | 2      | 0               |
| Sub-19 · Grecia      | 2011                 | 3         | 0         | 1         | 6      | 1      | 0      | —       | —       | —       | 9     | 1     | 1      | 0.11            |
| Sub-19 · Grecia      | Total                | 6         | 0         | 2         | 9      | 1      | 1      | 0       | 0       | 0       | 15    | 1     | 3      | 0.07            |
| Sub-21 · Grecia      | 2010                 | 1         | 0         | 0         | 3      | 0      | 0      | —       | —       | —       | 4     | 0     | 0      | 0               |
| Sub-21 · Grecia      | 2011                 | 5         | 1         | 0         | 5      | 3      | 4      | —       | —       | —       | 10    | 4     | 4      | 0.4             |
| Sub-21 · Grecia      | Total                | 6         | 1         | 0         | 8      | 3      | 4      | 0       | 0       | 0       | 14    | 4     | 4      | 0.29            |
| Grecia · Grecia      | 2012                 | 5         | 0         | 1         | 5      | 0      | 0      | —       | —       | —       | 10    | 0     | 1      | 0               |
| Grecia · Grecia      | 2013                 | 2         | 0         | 0         | —      | —      | —      | —       | —       | —       | 2     | 0     | 0      | 0               |
| Grecia · Grecia      | 2015                 | 1         | 0         | 0         | 4      | 0      | 0      | —       | —       | —       | 5     | 0     | 0      | 0               |
| Grecia · Grecia      | 2016                 | 4         | 2         | 1         | 3      | 1      | 1      | —       | —       | —       | 7     | 3     | 2      | 0.43            |
| Grecia · Grecia      | 2017                 | —         | —         | —         | 8      | 0      | 2      | —       | —       | —       | 8     | 0     | 2      | 0               |
| Grecia · Grecia      | 2018                 | 1         | 0         | 0         | 6      | 1      | 1      | —       | —       | —       | 7     | 1     | 1      | 0.14            |
| Grecia · Grecia      | 2019                 | 1         | 0         | 0         | 4      | 3      | 1      | —       | —       | —       | 5     | 3     | 1      | 0.6             |
| Grecia · Grecia      | 2020                 | 2         | 1         | 0         | 5      | 1      | 1      | —       | —       | —       | 7     | 2     | 1      | 0.29            |
| Grecia · Grecia      | 2021                 | 1         | 0         | 1         | 2      | 0      | 0      | —       | —       | —       | 3     | 0     | 1      | 0               |
| Grecia · Grecia      | 2023                 | 1         | 0         | 0         | 1      | 0      | 0      | —       | —       | —       | 2     | 0     | 0      | 0               |
| Grecia · Grecia      | Total                | 18        | 3         | 3         | 38     | 6      | 6      | 0       | 0       | 0       | 56    | 9     | 9      | 0.16            |
| Total de selecciones | Total de selecciones | 30        | 4         | 5         | 55     | 10     | 11     | 0       | 0       | 0       | 85    | 14    | 16     | 0.16            |
| 1.                   |                      |           |           |           |        |        |        |         |         |         |       |       |        |                 |

## Palmarés

### Campeonatos nacionales
| Título              | Club             | País   | Año  |
| ------------------- | ---------------- | ------ | ---- |
| Superliga de Grecia | Olympiacos F. C. | Grecia | 2015 |
| Copa de Grecia      | Olympiacos F. C. | Grecia | 2015 |
| Superliga de Grecia | Olympiacos F. C. | Grecia | 2016 |
| Superliga de Grecia | Olympiacos F. C. | Grecia | 2017 |
| Superliga de Grecia | Olympiacos F. C. | Grecia | 2020 |
| Copa de Grecia      | Olympiacos F. C. | Grecia | 2020 |
| Superliga de Grecia | Olympiacos F. C. | Grecia | 2021 |
| Superliga de Grecia | Olympiacos F. C. | Grecia | 2022 |

### Campeonatos internacionales
| Título                             | Club             | Sede   | Año  |
| ---------------------------------- | ---------------- | ------ | ---- |
| Liga Europa Conferencia de la UEFA | Olympiacos F. C. | Grecia | 2024 |

### Distinciones individuales
| Distinción                                                           | Año                    |
| -------------------------------------------------------------------- | ---------------------- |
| Incluido en el equipo del Campeonato Europeo de la UEFA Sub-19       | 2011                   |
| Incluido en el equipo ideal de la Superliga de Grecia                | 2016, 2017, 2019       |
| Máximo asistente de la Superliga de Grecia                           | 2016, 2018, 2019, 2021 |
| Goleador de la Superliga de Grecia (18 goles)                        | 2016                   |
| Mejor jugador de la temporada                                        | 2016, 2019             |
| Futbolista griego del año                                            | 2016, 2019             |
| Jugador del mes de noviembre                                         | 2020                   |
| Gol de la temporada de la Superliga de Grecia                        | 2023                   |
| Incluido en el equipo ideal de la Liga Europa Conferencia de la UEFA | 2024                   |

## Goles de tiro libre
| 1.  | 29/10/2014 | Estadio Georgios Karaiskakis, El Pireo  | Panionios           | 1:1 | 1:0 | Copa de Grecia 2014-15         | Jornada 2            |
| 2.  | 23/05/2015 | Estadio Olímpico de Atenas, Marusi      | Skoda Xanthi        | 3:1 | 3:0 | Copa de Grecia 2014-15         | Final                |
| 3.  | 31/01/2016 | Estadio Zosimades, Ioannina             | PAS Giannina        | 3:0 | 1:0 | Superliga de Grecia 2015-16    | Fecha 20             |
| 4.  | 17/04/2016 | Estadio Georgios Karaiskakis, El Pireo  | Kalloni FC          | 5:0 | 1:0 | Superliga de Grecia 2015-16    | Fecha 30             |
| 5.  | 24/11/2016 | Estadio Georgios Karaiskakis, El Pireo  | Young Boys          | 1:1 | 1:0 | Liga Europa de la UEFA 2016-17 | Jornada 5            |
| 6.  | 23/08/2018 | Estadio Georgios Karaiskakis, El Pireo  | Burnley             | 3:1 | 1:0 | Liga Europa de la UEFA 2018-19 | Play Off Final (Ida) |
| 7.  | 21/04/2019 | Estadio Municipal de Lamia, Lamia       | PAS Lamia           | 3:1 | 2:1 | Superliga de Grecia 2018-19    | Fecha 29             |
| 8.  | 06/01/2021 | Estadio Theodoros Kolokotronis, Tripoli | Asteras Tripolis FC | 4:0 | 3:0 | Superliga de Grecia 2020-21    | Fecha 15             |
| 9.  | 21/12/2022 | Estadio Zosimades, Ioannina             | PAS Giannina        | 2:2 | 2:0 | Superliga de Grecia 2022-23    | Fecha 14             |
| 10. | 19/03/2023 | Estadio Panthessaliko, Volos            | Volos               | 3:0 | 1:0 | Superliga de Grecia 2022-23    | Fecha 1              |